# Brad Walker
Brad Walker (Aberdeen, 21 juni 1981) is een Amerikaanse polsstokhoogspringer. Hij werd tweemaal wereldkampioen (eenmaal outdoor en eenmaal indoor) en meervoudig nationaal kampioen in deze discipline. Ook nam hij tweemaal deel aan de Olympische Spelen, maar won hierbij geen medailles.

## Loopbaan
Op de wereldkampioenschappen van 2005 in Helsinki won Walker een zilveren medaille. Met een beste poging van 5,75 m eindigde hij achter de Nederlander Rens Blom (goud; 5,80) en voor de Rus Pavel Gerasimov (brons; 5,65). Een jaar later won hij op de wereldindoorkampioenschappen in Moskou een gouden medaille.
De grootste prestatie van zijn atletiekcarrière leverde Walker in 2007 door op de WK in Osaka wereldkampioen te worden. Het jaar erna bleek hij al vroeg in het seizoen in topvorm. Op de WK indoor in het Spaanse Valencia verbeterde hij zijn PR (indoor) naar 5,85 en behaalde hiermee een zilveren medaille. Vroeg in het buitenseizoen, op 8 juni, sprong hij vervolgens in Eugene over de hoogte van 6,04. Hiermee nestelde de Amerikaan zich op de vierde plaats op de TopTien Aller Tijden ranglijst. 
Op de Olympische Spelen van 2008 in Peking sneuvelde Walker in de kwalificatieronde door geen geldige sprong te produceren. Vier jaar later op de Olympische Spelen van Londen verging het hem iets beter. Ditmaal drong hij met 5,60 in de kwalificatieronde door tot de finale. Doordat hij in de finale geen geldige sprong wist te produceren, eindigde hij met Steve Hooker op de laatste plaats.

## Titels
- Wereldkampioen polsstokhoogspringen - 2007
- Wereldindoorkampioen polsstokhoogspringen - 2006
- Amerikaans kampioen polsstokhoogspringen - 2005, 2007, 2009
- Amerikaans indoorkampioen polsstokhoogspringen - 2005, 2006, 2008
- NCAA-indoorkampioen polsstokhoogspringen - 2003, 2004

## Persoonlijk records
| Onderdeel                      | Prestatie      | Datum            | Plaats      |
| ------------------------------ | -------------- | ---------------- | ----------- |
| polsstokhoogspringen (outdoor) | 6,04 m (ex-AR) | 8 juni 2008      | Eugene      |
| polsstokhoogspringen (indoor)  | 5,86 m         | 26 februari 2012 | Albuquerque |

## Prestatieontwikkeling
| Jaar | Hoogte (outdoor) | Hoogte (indoor) |
| ---- | ---------------- | --------------- |
| 2002 | 5,64 m           | --              |
| 2003 | 5,65 m           | 5,80 m          |
| 2004 | 5,82 m           | 5,70 m          |
| 2005 | 5,96 m           | 5,83 m          |
| 2006 | 6,00 m           | 5,80 m          |
| 2007 | 5,95 m           | 5,80 m          |
| 2008 | 6,04 m           | 5,85 m          |
| 2009 | 5,80 m           | --              |
| 2010 | 5,61 m           | --              |
| 2011 | 5,84 m           | 5,58 m          |
| 2012 | 5,90 m           | 5,86 m          |
| 2013 | 5,83 m           | 5,50 m          |
| 2014 | 5,62 m           | 5,50 m          |
| 2015 | 5,90 m           | 5,61 m          |

## Palmares

### polsstokhoogspringen
Kampioenschappen
- 2005:  WK - 5,75 m
- 2005:  wereldatletiekfinale - 5,86 m
- 2006:  WK indoor - 5,80 m
- 2006: 7e Wereldatletiekfinale - 5,65 m
- 2007:  WK - 5,86 m
- 2007:  Wereldatletiekfinale - 5,91 m
- 2008:  WK indoor - 5,85 m
- 2008: NM OS
- 2008: Wereldatletiekfinale - 5,70 m
- 2012:  WK indoor - 5,80 m
- 2012: NM OS (3e in kwal. 5,60 m)

Golden League-podiumplaatsen
- 2005:  Meeting Gaz de France - 5,80 m
- 2006:  Golden Gala - 5,72 m
- 2006:  Weltklasse Zürich - 5,85 m
- 2007:  ISTAF – 5,81 m

Diamond League-podiumplaatsen
- 2011:  Adidas Grand Prix - 5,52 m
- 2013:  Herculis – 5,78 m

1983 Serhij Boebka · 
1987 Serhij Boebka · 
1991 Serhij Boebka · 
1993 Serhij Boebka · 
1995 Serhij Boebka · 
1997 Serhij Boebka · 
1999 Maksim Tarasov · 
2001 Dmitri Markov · 
2003 Giuseppe Gibilisco · 
2005 Rens Blom ·
2007 Brad Walker ·
2009 Steven Hooker ·
2011 Paweł Wojciechowski ·
2013 Raphael Holzdeppe ·
2015 Shawnacy Barber ·
2017 Sam Kendricks ·
2019 Sam Kendricks ·
2022 Armand Duplantis ·
2023 Armand Duplantis